# 青い夜/白い夜
青い夜/白い夜（あおいよる/しろいよる）とは、日本のロックバンドX JAPANが東京ドームにおいて、1994年12月30日と同年12月31日の二日間に開催されたライブである。12月30日の公演は「青い夜」と題され、12月31日の公演は「白い夜」と題された。

## 概要
- X JAPANとしてはRETURNS以来約1年ぶりとなるライブである。
- 青い夜(30日公演)の「Rusty Nail」はミュージックステーションスーパーライブで生中継されており、司会のタモリとの会話も、2007年に発売された、DVDに完全収録されている。
- このライブのリハーサルでYOSHIKIは演奏台から転落し、右上腕三頭筋部分断裂を負った。それにより、白い夜(31日公演)で演奏された「紅」は、腕の痛みに耐えているYOSHIKIが暴走状態のため最初からテンポが異様に速く、楽曲最後半のコールアンドレスポンス以降はさらにテンポが速くなっている。テンポの速さの影響で、PATAが平然と演奏をする中でHIDEがギターソロのワンフレーズをミスをしたり、速度を落とさせるためにTOSHIがYOSHIKIのドラムの邪魔をするような行為や、コールアンドレスポンスで本来のテンポの速さに戻そうとしている様子などを見ることが出来る。後にYOSHIKIは「腕が痛いので早く終わらせたかった」と語っている。ファンの間では「面白い夜」や「最速の紅」などと呼ばれ、伝説の一つとなっている。
- はじめてオープニングS.Eで「Amethyst」が流された。
- 『DAHLIA』に収録されている「SCARS」はタイトルが「SCARS on melody」となっており、演奏や歌詞も異なっていた。また、「DAHLIA」同様に歌詞、演奏ともにスタジオ版と異なっている。

## 演奏曲

### 青い夜 (1994年12月30日)
セットリスト
- Amethyst (S.E)
- X
- Joker
- DAHLIA
- SCARS on melody
- WEEK END
- Standing Sex
- HEATH SOLO
- DRUM SOLO
- HIDEの部屋
- Say Anything (Acoustic)
- ROSE OF PAIN (Acoustic)
- PIANO SOLO
- 紅
- ENDLESS RAIN
- CELEBRATION
- オルガスム

アンコール
- Rusty Nail （ミュージックステーションスーパーライブ中継）
- Longing ～跡切れたmelody～
- Tears (S.E)
- Say Anything (S.E)

### 白い夜 (1994年12月31日)
- Amethyst (S.E)
- Rusty Nail
- WEEK END
- DAHLIA
- SCARS on melody
- Standing Sex
- HEATH SOLO
- DRUM SOLO
- HIDEの部屋
- Say Anything (Acoustic)
- ROSE OF PAIN (Acoustic)
- PIANO SOLO
- 紅
- ENDLESS RAIN
- Joker
- オルガスム

アンコール
- COUNT DOWN～X
- Longing ～跡切れたmelody～
- Say Anything (S.E)
- Tears (S.E)
- UNFINISHED (S.E)